# Brehov (hrad)
Brehov je zaniklý hrad na okraji stejnojmenné vesnice v okrese Trebišov v Košickém kraji na Slovensku. Založen byl na začátku čtrnáctého století a zanikl nejspíše po dobytí bratříky v polovině století patnáctého. Dochovaly se z něj terénní relikty opevnění a drobné fragmenty zdiva.

## Historie
Hrad se v písemných pramenech neobjevuje, ale přítomnost panského sídla u vesnice dokládají přídomky Deseva a Ondřeje de Imbregh uváděných v letech 1309 a 1310. Někdy v té době byl hrad zřejmě založen. Zanikl asi v polovině patnáctého století při kořistné výpravě bratříků vedených Janem Talafúsem z Ostrova.

## Stavební podoba
Jednodílný hrad zaujal plošinu v nadmořské výšce 160 metrů na úbočí kopce Várička. Opevnění se dochovalo v podobě okružního příkopu a s výjimkou přístupné západní strany také valu. Šířka příkopu kolísá od šesti do třinácti metrů, což je důsledek dlouhodobého zemědělského obdělávání lokality. Příkopem vymezená plošina má oválný půdorys s rozměry 23,5 × 21,5 metru. Její obvod lemovala hradba, k níž na východní straně přiléhala budova s masívním zdivem a půdorysem nejméně 12 × 9 metrů. Ta měla pravděpodobně věžovitou podobu. Celé sídlo se svým charakterem blížilo českým tvrzím.